# دنيس تندال
دنيس تندال (بالإنجليزية: Dennis Tindall)‏ هو لاعب كرة قدم نيوزيلندي في مركز الوسط، ولد في 16 فبراير 1970. شارك مع منتخب نيوزيلندا لكرة القدم. أما مع النوادي، فقد لعب مع نادي يونيفرستي ماونت ولينغتون.

## وصلات خارجية
- دنيس تندال على موقع الاتحاد الدولي (مؤرشف)  (الإنجليزية)